# سفارة المجر في السويد
سفارة المجر في السويد هي أرفع تمثيل دبلوماسي لدولة المجر لدى السويد. تقع السفارة في Östermalm (borough) ‏ وهي تهدف لتعزيز المصالح المجرية في السويد.

## وصلات خارجية
- الموقع الرسمي
- قائمة سفارات المجر
- قائمة السفارات في السويد